# Stilpon
Stilpon (altgriechisch Στίλπων Stílpōn, latinisiert Stilpo (auch Stilbon); * spätestens um die Mitte des 4. Jahrhunderts v. Chr. in Megara; † nach 280 v. Chr.) war ein griechischer Philosoph der Antike. Innerhalb der Philosophiegeschichte wird er zu den Megarikern gezählt.
Stilpons Schriften sind verloren. Erhalten ist lediglich ein Fragment aus einem seiner Dialoge sowie etliche Testimonien (antike Berichte über Leben und Lehre).

## Überlieferung
Hauptquelle zu Stilpon ist der ausführliche Bericht bei Diogenes Laertios, weitere Angaben finden sich in einem erhaltenen Fragment eines Dialogs von Stilpon sowie bei Johannes Stobaios, Cicero, Seneca, Plutarch, Athenaios und anderen.

## Leben
Die Lebensdaten Stilpons sind unbekannt. Um 315 studierte Menedemos von Eretria bei ihm in Megara, in den Jahren 308/06 scheint Stilpon bereits eine bekannte Persönlichkeit der Stadt gewesen zu sein. Nach 280 hielt er sich in Alexandria am Hof Ptolemaios' I. auf, mindestens einmal war er in Athen. Er soll sehr alt geworden sein, war verheiratet und hatte eine Tochter. Stilpon soll politisch aktiv gewesen sein, erfolgreich gegen seinen Hang zu Frauen und Wein angekämpft und Umgang mit Hetären gehabt haben. Sein Charakter wird in antiken Quellen ausdrücklich gelobt, so soll er schlicht, ungekünstelt, schlagfertig und witzig gewesen sein.
Zu seinen Lehrern zählten vermutlich Nachfolger Euklids von Megara, darunter ein gewisser Thrasymachos von Korinth und ein gewisser Pasikles von Theben, Bruder des Krates von Theben (Fehlinformationen sind wahrscheinlich, dass er Schüler Euklids von Megara und Diogenes' von Sinope gewesen sein soll). Unter den zahlreichen Schülern des wohl überregional angesehenen Stilpon befanden sich unter anderen Menedemos von Eretria, Zenon von Kition, Timon von Phleius, der Historiker Kleitarchos und der Kyniker Krates von Theben, bei dem es sich aber möglicherweise eher um einen Konkurrenten als einen Schüler handelte.

## Werke
Die Schriften Stilpons sind verloren, über Diogenes Laertios kennen wir lediglich die Namen von neun Dialogen (Metrokles, Moschos, Aristipp oder Kallias, Ptolemaios, Chairekrates, Anaximenes, Epigenes, An meine Tochter, Aristoteles), wobei es sich bei An meine Tochter möglicherweise nicht um einen Dialog handelte. Einzig der Inhalt eines der Dialoge ist in Bruchstücken bekannt, da ein Papyrus aus dem 2. oder 3. Jahrhundert ein Fragment enthält, das man Stilpons Metrokles zurechnet. Neben dem namengebenden Kyniker Metrokles und einem jungen Rhetor namens Alkimos tritt Stilpon dort selbst als Gesprächspartner auf. Metrokles steht dem Vorhaben Stilpons, den jungen Alkimos unter seine Schüler aufzunehmen, skeptisch gegenüber und fragt nach, ob Alkimos denn wisse, was gut und was übel sei. Der Papyrus bricht ab, als Alkimos beginnt, einzelne üble Dinge aufzuzählen.

## Lehre
Dialektik
In der Antike war Stilpon allen voran für seine Beherrschung der Disputierkunst und Dialektik (entspricht heute in etwa der wissenschaftlichen Disziplin Logik) bekannt. Über Stilpons Tätigkeit in diesem Bereich ist heute allerdings kaum etwas bekannt. Plutarch hat die Ansicht Stilpons überliefert, man könne „nicht eines von einem anderen aussagen“ (éteron etérou mḕ katēgoreísthai). So könne man weder sagen „dieser Mensch ist gut“ noch „dieser Mensch ist Feldherr“, sondern nur „Mensch ist Mensch“ und „Feldherr ist Feldherr.“ Laut Diogenes Laertios hat Stilpon die Allgemeinbegriffe (eídē) aufgehoben. Wer den Allgemeinbegriff „Mensch“ gebraucht, spricht von niemandem und somit von nichts. Wenn man von einem bestimmten Menschen den Allgemeinbegriff aussagt (etwa „Sokrates ist ein Mensch“) identifiziert er den bestimmten Menschen mit dem Allgemeinbegriff. Auch identifiziert man sämtliche bestimmte Menschen, wenn man sie alle jeweils mit dem Allgemeinbegriff identifiziert.
Ethik
Bei Johannes Stobaios ist ein Bericht des Kynikers Teles von Megara über ethische Ansichten Stilpons zu finden. Stilpon befürwortete Autarkie und forderte auf, sich nicht von Affekten beherrschen zu lassen. So sei eine Verbannung nicht weiter schlimm, da sie einem nichts Wichtiges nehme und ein autarker Mensch sei nicht auf Freunde angewiesen. Ähnliche Positionen wurden auch von anderen philosophischen Strömungen (Kyniker, Epikureer, Stoiker, Pyrrhoneer) dieser Zeit vertreten.
Nach einer von Seneca überlieferten Anekdote sagte Stilpon zu Demetrios Poliorketes, als dieser Megara erobert hatte: „Alles, was ich besitze, ist bei mir“ (lateinisch „Omnia mea mecum sunt“). Demetrios hatte ihn der Erzählung zufolge darauf angesprochen, dass er – im Gegensatz zu den anderen Flüchtlingen aus der geplünderten Stadt – nichts mit sich nahm. Diese Anekdote soll die Schlichtheit des Stilpon, die Ablehnung materieller Güter, aber auch und insbesondere sein Ideal der inneren Freiheit illustrieren. Cicero schrieb den Ausspruch jedoch Bias von Priene zu.
Religion
Von der zeitgenössischen Volksreligion scheint sich Stilpon ironisch distanziert zu haben.

## Bildnis
Es ist kein inschriftlich gesichertes Bildnis Stilpons überliefert. Karl Schefold hielt einen bei der Insel Antikythera gefundenen Bronzekopf, in dem man gelegentlich einen der kynischen Philosophen sah, für eine Darstellung Stilpons. In der zweiten Auflage seines Buches hielt er den Kopf allerdings für ein mögliches Bildnis Bions von Borysthenes und eine Marmorstatue aus Delphi für ein Bildnis Stilpons.

## Rezeption
1774 veröffentlichte Christoph Martin Wieland im Teutschen Merkur den Dialog Stilpon oder über die Wahl eines Oberzunftmeisters von Megara.